# نفوذ (آب‌شناسی)

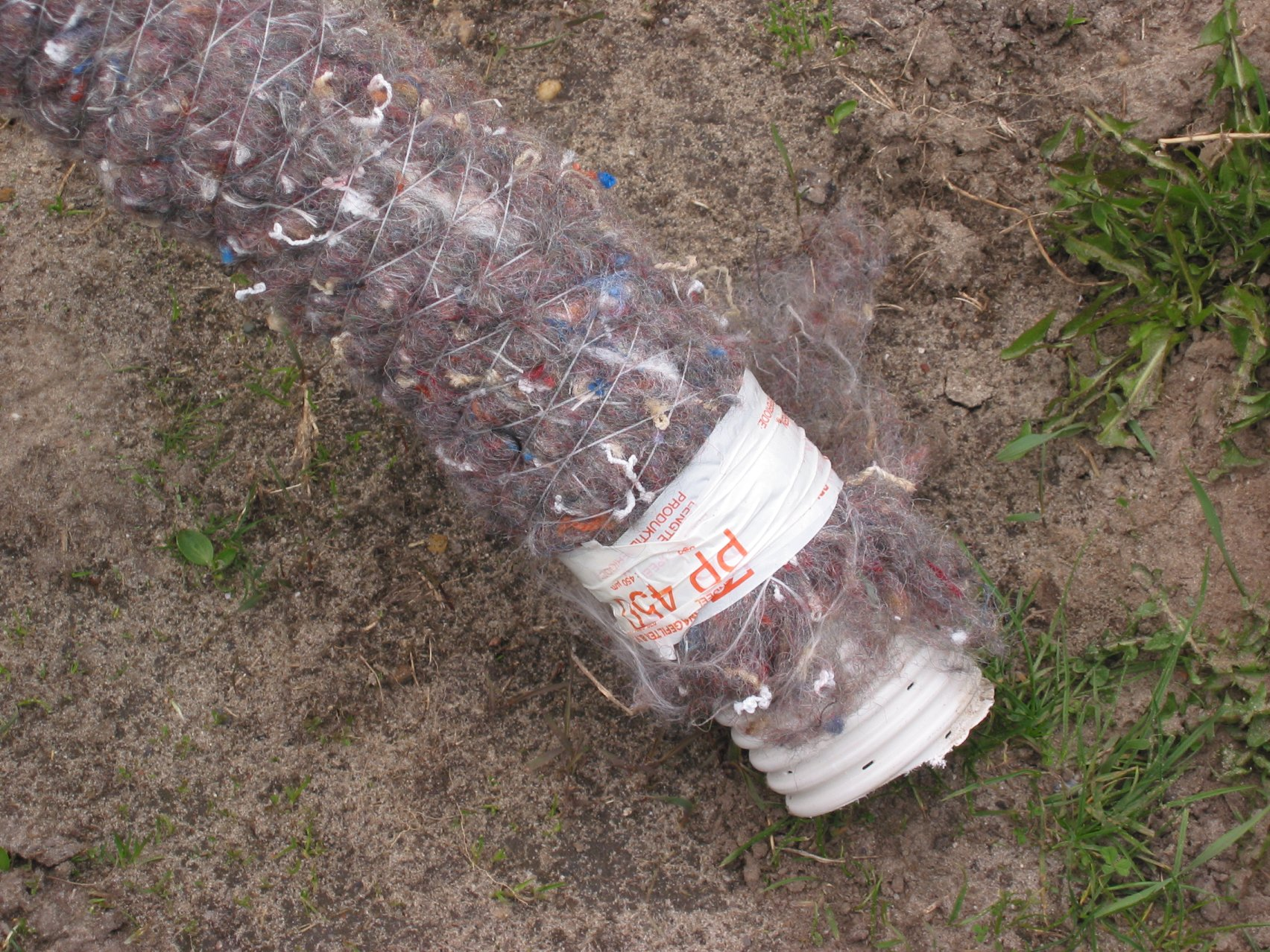
تصویری از نفوذ (آب‌شناسی)

نفوذ آب به داخل خاک را نفوذ گویند. نفوذ از یک نقطه به نقطه دیگر بسیار متغیر است، زیرا سرعت نفوذ آب در خاک بستگی به خصوصیات فیزیکی و شیمیائی خاک دارد.
یکی از خصوصیات فیزیکی خاک، نفوذ آب به داخل خاک می‌باشد. نفوذ بر حسب تعریف عبارتست از وارد شدن آب از سطح زمین به داخل خاک. نفوذ یکی از مهم‌ترین پارامترهای خاک است. شرایط فیزیکی خاک مانند ساختمان خاک، بافت خاک، رطوبت اولیه خاک و شرایط فیزیولوژیک خاک مانند خلل و فرج ایجاد شده توسط کرمها و... و همچنین کیفیت آب خاک و دمای آب در نفوذ آب در خاک تأثیر دارند.
بخشی از نزولات جوی بعد از رسیدن به سطح زمین به داخل خاک نفوذ می‌کند و این پدیده فقط شامل وارد شدن آب به داخل خاک است. این آب ممکن است در داخل زمین نیز به حرکت عمقی خود ادامه دهد تا سرانجام وارد لایه‌های آبدار زیر زمینی شده و جزء منابع آب زیرزمینی به حساب آید یا آن که صرف مرطوب کردن خاک شده و دوباره در اثر تبخیر و تعرق به هوا برگردد.
نفوذ آب در خاک از دو جهت مورد بررسی قرار می‌گیرد، یکی شدت نفوذ ودیگری مقدار نفوذ تجمعی.
شدت یا سرعت نفوذ به ارتفاع آبی گفته می‌شود که اگر در روی زمین وجود می‌داشت می‌توانست در واحد زمان در زمین نفوذ کند. آب فقط در زمانی در سطح زمین انباشته یا جاری می‌شود که شدت بارندگی از سرعت نفوذ آب در خاک بیشتر باشد.

## تابع نفوذ
مقدار نفوذ تجمعی (I) یعنی ابی که از آغاز نفوذ تا این لحظه در خاک نفوذ کرده‌است. واحد نفوذ تجمعی سانتی‌متر یا هر واحد دیگر طول است. چنانچه مقدار نفوذ تجمعی آب به داخل خاک را بررسی کنیم،مشاهده می‌شود که نفوذ تجمعی در ابتدا بسیار سریع انجام می‌شود، بطوری‌که منحنی تغییرات نفوذ تجمعی نسبت به زمان (I-T) در ابتدا دارای شیب تندی است و در طول زمان مقدار شیب آن رفته رفته کاهش میابد تا به مقدار شیب ثابتی میرسد( شکل الف). علت زیاد بودن شیب منحنی نفوذ تجمعی در زمان‌های اولیه این است که در ابتدا خاک خشک تر و دارای پتانسیل مکش بیشتری است. بدین معنا که آب در ابتدا تحت تأثیر نیروی‌های ثقل و مویینگی به داخل خاک نفوذ می‌کند. ولی پس گذشت زمان و با افزایش رطوبت خاک خاصیت مویینگی اثر خود را در حرکت آب به سمت پایین از دست می‌دهد و آب تنها تحت اثر نیروی ثقل نفوذ می‌کند، لذا به تدریج یکی از نیروی‌های عامل حرکت آب حذف شده و سرعت نفوذ کاهش میابد. 
بنابراین سرعت نفوذ (i) یا شیب منحنی تجمعی نفوذ به مقدار رطوبت خاک (θ) وابسته است و با آن نسبت عکس دارد. ولی باید توجه داشت که مقدار سرعت نفوذ هیچگاه به صفر نخواهد رسید بلکه در زمان بینهایت به مقدار ثابتی خواهد رسید.
( ب) (الف) 
(Infiltration rate) i(cm/min) = Δ I /Δ t
حلقه‌های مضاعف:
به منظور اندازه‌گیری میزان نفوذ آب به داخل خاک معمولاً از حلقه‌های ساده یا مضاعف (Double rings) می‌توان استفاده کرد که به حلقه‌های نفوذ معروف هستند. برای آنکه اثر جانبی نفوذ آب و شرایط مرزی به حداقل رسانده شود، توصیه می‌شود به جای یک حلقه ساده از حلقه‌های مضاعف یا متداخل که به صورت دو حلقه که در داخل یکدیگر قرار گرفته می‌باشد استفاده شود. با این کار فشار آب در حد فاصل دو حلقه باعث شود که نفوذ آب از حلقه داخلی در جهت عمودی صورت گیرد. در این حالت نفوذ در حلقه داخلی اندازه‌گیری می گردد.
مراحل انجام آزمایش:
برای انجام آزمایش دو حلقه آهنی را که دارای ارتفاع 30 سانتیمتر بوده و قطر حلقه بزرگتر ۳۰-۴۵ سانتیمتر و قطر حلقه کوچکتر 20-25 سانتیمتر می‌باشد، بر روی خاک قرار داده می‌شوند. حلقه‌ها توسط یک پتک تا 3/1ارتفاع مربوطه در خاک فرو میروند. بین دو حلقه مقداری آب به ارتفاع h می ریزیم که حدوداً معادل آبیاری کرتی در آبیاری در مزرعه می‌باشد. در زمانی که فقط در بین دو حلقه آب وجود دارد، به دلیل خشک بودن خاک هر دوی نفوذهای عمودی و افقی وجود دارند. در مرحله بعد داخل استوانه میانی یک پلاستیک قرار داده می‌شود تا از دست خوردگی وبر هم خوردن ساختمان خاک جلوگیری شود. سپس به همان ارتفاع h در استوانه داخلی یعنی بر روی پلاستیک قرار گرفته در حلقه داخلی آب ریخته می‌شود. زمان را صفر کرده و در یک لحظه پلاستیک را بر داشته و کرنومتر را به کار میندازیم. یک اشل در داخل حلقه میانی قرار داده می‌شود تا توسط آن مقدار نفوذ لحظه‌ای را بااندازه‌گیری ارتفاع آب در حلقه داخلی بدست آوریم.در این حالت چون خاک اطراف استوانه کوچک تقریباً اشباع شده‌است، نفوذ آب از حلقه داخلی عمودی خواهد بود.
پس از برداشتن پلاستیک ، مقادیر h و زمان t را در لحظات مختلف یادداشت می‌شوند.
دو حالت انجام آزمایش:
در دو حالت آزمایش انجام میگردد. 
الف- حالت بار افتان: در این حالت ارتفاع آب در طول زمان در استوانه داخلی مرتباً کاهش می یابد. یعنی در طول آزمایش به استوانه داخلی آب افزوده نمی‌شود. 
ب- حالت بار ثابت: در حالت بار ثابت در طی آزمایش با افزودن آب به استوانه میانی سطح آب در آن ثابت نگهداشته می‌شود. یعنی هر چه آب نفوذ می‌کند،همان مقدار آب به استوانه میانی اضافه میگردد تا ارتفاع آب در همان ارتفاع اولیه ثابت بماند. در حالت بار ثابت آزمایش دقیقتر است و در حدود 8-9% خطا نسبت به حالت اول کاهش می‌یابد. ولی حالت اول در عمل به شرایط مزرعه نزدیکتر است.

## معادلات نفوذ
1)	معادله کوستیاکف (Kostiakov):
معادله نفوذ تجمعی 
```
     ,     0<m<1                                          
      
 
معادله سرعت
 نفوذ
```

, -1<n<0 (That is because n=m-1) 
که در آن :
عمق آب نفوذ یافته تجمعی (سانتیمتر)=I
زمان نفوذ تجمعی (دقیقه) =t
ضرایب تجربی که به نوع (بافت) خاک بستگی دارند. = m ,A
سرعت نفوذ (سانتیمتر بر دقیقه)= i
معادله کوستیاکف برای دوره‌های زمانی کوتاه (حدود چند ساعت)، نتایج رضایت بخشی می‌دهد. برای اندازه‌گیری نفوذ توسط حلقه‌های مضاعف،معمولاً این زمان بین 15 تا 160 دقیقه می‌باشد.
معادله کوستیاکف فقط تا زمانی صادق است که سرعت نفوذ آب در خاک معادل ضریب آبگذری اشباع خاک یا هدایت هیدرولیکی نشده و هنوز در مراحل ابتدایی نفوذ آب در خاک هستیم. چنانکه توضیح داده شد در زمان طولانی نرخ نفوذ به مقدار ثابتی میرسد که همان ضریب آبگذری اشباع خاک است.
```
                                                                                                        ,   
                                                        
    → ln I  = ln A + m ln t    →   if   lnt = X ;   If ln I = Y ;  If ln A =Aَ →
```

```
                                      Y = Aَ+ MX
```

(2معادله لوئیس – کوستیاکف:
این رابطه نیز از راه آزمایش(تجربی) بدست آمده‌است.
```
             0 <m  <1                  
                                                                               :    سرعت نهایی نفوذ آب در خاک  
```

, -1 <n <0
مقدار bتابعی از هدایت هیدرولیکی خاک است و تقریباً همان سرعت نفوذ پایه یا سرعت نفوذ نهایی می‌باشد.
سرعت نهایی نفوذ هنگامی اتفاق می افتد که تغییرات زمانی سرعت نفوذ برابر 0.1 - سرعت نفوذ لحظه‌ای (برحسب ساعت) یا برابر 600/1 – سرعت نفوذ لحظه‌ای (برحسب دقیقه) شود. یعنی کاهش (وجود علامت منفی) در سرعت نفوذ در یک ساعت 0.1 برابر خود سرعت نفوذ باشد یا این تغییر در یک دقیقه که زمان آن یک شصتم ساعت است سرعت نفوذ باشد. بنابراین با استفاده از روابط روش اول :

باید گفته شود که چون n عددی منفی است مقدار ib عددی مثبت بدست خواهد آمد.متذکر می‌شود که مقدار ضرایب n و a با استفاده از روش اول (کوستیاکف) و برازش خط به منحنی‌های لگ –لگ بدست می‌آید. و مثلاً دو نقطه I روی t یا i روی t بدست خواهد آمد.
در معادله لوئیس- کوستیاکف، مشکل حالت اول معادله کوستیاکف(صفر شدن سرعت نفوذ در بی‌نهایت)که مشکل مهمی نیز می‌باشد ، رفع شده‌است.